# American Fiction
American Fiction is een Amerikaanse film uit 2023, geschreven en geregisseerd door Cord Jefferson. De film is gebaseerd op de roman Erasure uit 2001 van Percival Everett.

## Verhaal
Thelonious Ellison, beter bekend als "Monk", is hoogleraar Engelse literatuur en schrijver. Monk raakt echter steeds meer gefrustreerd door de culturele gevoeligheid van zijn studenten, die zijn wetenschappelijke autoriteit bedreigt. Op dat moment werd zijn nieuwste roman door uitgevers afgewezen. 
Als reactie daarop krijgt Monk het banale antwoord dat zijn roman ‘niet zwart genoeg’ is voor een bestseller. Monk zelf is in conflict over het boek. Hij noemt het een verhaal voor lezers die stereotiepe verhalen over Afrikaans-Amerikaanse ontberingen willen lezen.
Dan wordt de moeder van Monk ernstig ziek en heeft ze behandeling nodig. Noch zijn broer Clifford, noch hijzelf kunnen de rekeningen voor haar behandeling betalen. In een vlaag van woede schrijft Monk 's nachts onder een pseudoniem een roman, waarin hij alle stereotypen over zwarten die hij maar kan bedenken combineert. De rechten om het manuscript te publiceren worden gekocht door een prestigieuze uitgeverij.
Hierna ontvangt Monk het grootste voorschot dat hij ooit heeft gezien. Wanneer het boek klaar is voor publicatie en de filmrechten al actief worden uitgespeeld in Hollywood, bevindt Monk zich in een staat van conflict met zijn eigen geweten.

## Rolverdeling
| Acteur            | Personage                 |
| ----------------- | ------------------------- |
| Jeffrey Wright    | Thelonious "Monk" Ellison |
| Tracee Ellis Ross | Lisa Ellison              |
| Issa Rae          | Sintara Golden            |
| Sterling K. Brown | Clifford "Cliff" Ellison  |
| John Ortiz        | Arthur                    |
| Erika Alexander   | Coraline                  |
| Adam Brody        | Wiley                     |
| Leslie Uggams     | Agnes Ellison             |
| Keith David       | Willy the Wonker          |
| Miriam Shor       | Paula Bateman             |
| J.C. MacKenzie    | Carl Brunt                |
| Patrick Fischler  | Mandel                    |

## Release
De film ging in première op 8 september 2023 op het Internationaal filmfestival van Toronto, waar het de People's Choice Award won. De film staat in de Verenigde Staten gepland voor een beperkte bioscooprelease door Orion Pictures op 15 december 2023, met een uitbreiding op 22 december 2023.

## Ontvangst
Op Rotten Tomatoes heeft American Fiction een waarde van 96% en een gemiddelde score van 8,00/10, gebaseerd op 49 recensies. Op Metacritic heeft de film een gemiddelde score van 82/100, gebaseerd op 15 recensies.

## Prijzen en nominaties
De belangrijkste:
| Jaar | Prijs                                   | Categorie                                     | Genomineerde(n)                   | Uitslag     |
| ---- | --------------------------------------- | --------------------------------------------- | --------------------------------- | ----------- |
| 2024 | Film Independent Spirit Awards          | Beste film                                    | Beste film                        | Genomineerd |
| 2024 | Film Independent Spirit Awards          | Beste script                                  | Cord Jefferson                    | Gewonnen    |
| 2024 | Film Independent Spirit Awards          | Beste hoofdrol                                | Jeffrey Wright                    | Gewonnen    |
| 2024 | Film Independent Spirit Awards          | Beste bijrol                                  | Erika Alexander                   | Genomineerd |
| 2024 | Film Independent Spirit Awards          | Beste bijrol                                  | Sterling K. Brown                 | Genomineerd |
| 2024 | Golden Globe Awards                     | Beste film – musical of komedie               | Beste film – musical of komedie   | Genomineerd |
| 2024 | Golden Globe Awards                     | Beste acteur in een film – musical of komedie | Jeffrey Wright                    | Genomineerd |
| 2024 | Critics Choice Awards                   | Beste film                                    | Beste film                        | Genomineerd |
| 2024 | Critics Choice Awards                   | Beste mannelijke hoofdrol                     | Jeffrey Wright                    | Genomineerd |
| 2024 | Critics Choice Awards                   | Beste mannelijke bijrol                       | Sterling K. Brown                 | Genomineerd |
| 2024 | Critics Choice Awards                   | Beste bewerkte scenario                       | Cord Jefferson                    | Gewonnen    |
| 2024 | Critics Choice Awards                   | Beste komedie                                 | Beste komedie                     | Genomineerd |
| 2024 | British Academy Film Awards             | Beste bewerkte scenario                       | Cord Jefferson                    | Gewonnen    |
| 2024 | Satellite Awards                        | Beste komische of muzikale film               | Beste komische of muzikale film   | Genomineerd |
| 2024 | Satellite Awards                        | Beste acteur in een dramafilm                 | Jeffrey Wright                    | Genomineerd |
| 2024 | Satellite Awards                        | Beste bewerkt script                          | Cord Jefferson & Percival Everett | Gewonnen    |
| 2024 | Satellite Awards                        | Beste soundtrack                              | Laura Karpman                     | Gewonnen    |
| 2024 | Academy Awards (Oscars)                 | Beste film                                    | Beste film                        | Genomineerd |
| 2024 | Academy Awards (Oscars)                 | Beste mannelijke hoofdrol                     | Jeffrey Wright                    | Genomineerd |
| 2024 | Academy Awards (Oscars)                 | Beste mannelijke bijrol                       | Sterling K. Brown                 | Genomineerd |
| 2024 | Academy Awards (Oscars)                 | Beste bewerkte scenario                       | Cord Jefferson                    | Gewonnen    |
| 2024 | Academy Awards (Oscars)                 | Beste originele muziek                        | Laura Karpman                     | Genomineerd |
| 2023 | Internationaal filmfestival van Toronto | People's Choice Award                         | Cord Jefferson                    | Gewonnen    |
| 2023 | Hollywood Music in Media Awards         | Best Original Score – Feature Film            | Laura Karpman                     | Genomineerd |